# Naşrollāh Beyglū
Naşrollāh Beyglū (persiska: نصر الله بيگلو) är en ort i Iran.   Den ligger i provinsen Ardabil, i den nordvästra delen av landet, 500 km nordväst om huvudstaden Teheran. Naşrollāh Beyglū ligger 858 meter över havet och antalet invånare är 417.
Terrängen runt Naşrollāh Beyglū är kuperad. Runt Naşrollāh Beyglū är det ganska tätbefolkat, med 58 invånare per kvadratkilometer. Närmaste större samhälle är Germī, 12,9 km öster om Naşrollāh Beyglū. Trakten runt Naşrollāh Beyglū består till största delen av jordbruksmark.